# Моя жизнь (Мосли)
«Моя жизнь» (англ. My Life) — автобиографическая книга лидера британских фашистов сэра Освальда Мосли. С коммерческой точки зрения книга имела успех и стала бестселлером. Супруга автора Диана в автобиографической книге «A Life of Contrasts» написала несколько мнений известных людей о книге: «Мосли — превосходный политический философ, лучший из нашего поколения», Алан Тейлор. «В сфере идей он был творческой силой», утверждал британский политик и реформатор Фрэнк Пакенем.